# 양수쥔
양수쥔(중국어 정체자: 楊淑君, 간체자: 杨淑君, 병음: Yáng Shújūn, 한자음: 양숙군, 1985년 10월 26일 ~ )은 대만의 태권도 선수이다. 2010년 아시안 게임 태권도 -49kg급에 출전해 예선 1차전에서 실격패를 당한 사건이 큰 논란이 된 선수로 잘 알려져 있다.
타이베이현 잉거진 출신이다. 2010년 아시안 게임 당시 양수쥔은 베트남 선수를 맞아 9:0으로 이기며 경기 종료를 앞두고 있었으나, 발 뒤꿈치 양말에서 공인되지 않은 전자 감응장치가 발견돼 실격 처리가 됐다. 양수쥔은 경기 전 장비 검사를 통과한 상태였다. 이 결정은 타이완 현지 언론과 시민들의 큰 반발을 불러일으켰다.

## 같이 보기
- 2010년 아시안 게임 태권도
- 2010년 아시안 게임 중화 타이베이 선수단
- 2010년 아시안 게임 태권도 실격 판정 논란